# 木城ゆきと
木城 ゆきと（きしろ ゆきと、1967年3月20日 - ）は、日本の男性漫画家。本名は木城 五土（読み同じ）。東京都出身、千葉県育ち。茨城県つくば市在住。作品にSF漫画『銃夢』（ガンム）がある。弟の木城ツトムは兄専属で漫画アシスタントをしている。

## 略歴
1967年、東京都大田区蒲田に木城家の長男として生まれる。両親は当時肉屋を営んでいた。約1年後、千葉県柏市逆井に引っ越し、父親はタイル職人に転職する。木城は幼い頃から絵を描くことが好きで、小学生の頃には大学ノート15冊に自作の漫画を描いている。1982年、茨城県へ引越し、筑波高校へ入学、美術部に在籍した。この頃から、漫画家になることを目指し始め、高校在学中に1000頁の原稿を描き上げることと、新人賞に入賞することを目標に漫画を描き始める。高校3年生在学時の1984年、SF漫画『気怪』を第15回小学館新人コミック大賞に投稿し、入選する。同作品は漫画雑誌『週刊少年サンデー』（小学館）に掲載され（YUKITO名義）、デビュー作となる。
高校卒業後の1985年、新聞奨学生として東京デザイナー学院の商業デザイン科に入学するも、学校へはあまり行かなくなる。その後、同人誌活動を一時期行っている。1988年からは商業誌に活動の場を移し、読み切り作品を数本描いている。
この活動を通じて、後に集英社で木城の担当編集になる人物と出会い、この担当とのやり取りで1990年の前半には『銃夢』の原型となる作品のネームが出来ている。その後『銃夢』の連載が決定し、1990年12月発売の隔週漫画雑誌『ビジネスジャンプ』（集英社）にて初の連載を開始した。1994年、作者曰く「ある事件」がきっかけで原稿恐怖症、対人恐怖症のノイローゼ状態となり、『銃夢』は当初考えていなかった結末に差し替え、連載を終了した。
その後はウルトラジャンプ（集英社）にて『灰者』『水中騎士』を連載、2000年より同誌にて『銃夢』の続編となる『銃夢 LastOrder』を連載した。しかし、『銃夢』新装版における表現問題を巡って集英社と木城との間でトラブルが生じ、連載は中断し、『銃夢 LastOrder』は2011年に『イブニング』（講談社）で移籍連載することとなった。『銃夢 LastOrder』の連載は2014年に終了し、同年より「銃夢シリーズ最終章」を銘打った『銃夢火星戦記』を『イブニング』にて連載している。
漫画以外では、広井王子のファンタジー小説『蜃気楼帝国』の挿絵を担当している。

## 作品リスト

### 漫画
- 飛人（ひと） - 初期の読み切り作品集（全1巻）。『月刊コミックコンプ』（角川書店）1989年3月号に表題の読み切りが掲載。表題作は時期をずらして二社に投稿され両社で入賞するという珍事を起こしている。
- 銃夢（ビジネスジャンプ（集英社）、1991年3号 - 1995年10号、全9巻、愛蔵版全6巻、新装版全7巻）
- 灰者（ウルトラジャンプ、集英社、1995年 - 1996年、全1巻）
- 水中騎士（ウルトラジャンプ、1998年 - 2000年、全3巻） ※現在休載扱いとなっている。
- 銃夢 LastOrder（ウルトラジャンプ、2000年 - 2010年、15巻、外伝1巻 / イブニング、講談社、2011年 - 2014年、4巻分（第16巻より）、集英社初出分新装刊全12巻）
- ULTRA JUMP MEGAMIX Vol.2（集英社、2007年） - 『ウルトラジャンプ』連載作家による新作読切アンソロジー。
- 銃夢火星戦記（イブニング→コミックDAYS[6]、講談社、2014年 - 2025年、全11巻）
- 銃夢機甲術戦記（講談社、2026年春に開始予定）

### その他
- 蜃気楼帝国（広井王子、挿絵担当）
- 木城ゆきと画集 ARS MAGNA -デビューから銃夢火星戦記まで-（講談社、2015年）ISBN 978-4-06-364970-3

## 参考資料
- 木城ゆきと 諸作品あとがき
- 木城ゆきと 「ゆきとクロニクル」「ゆきとぴあ」。